# 斜行エレベーター

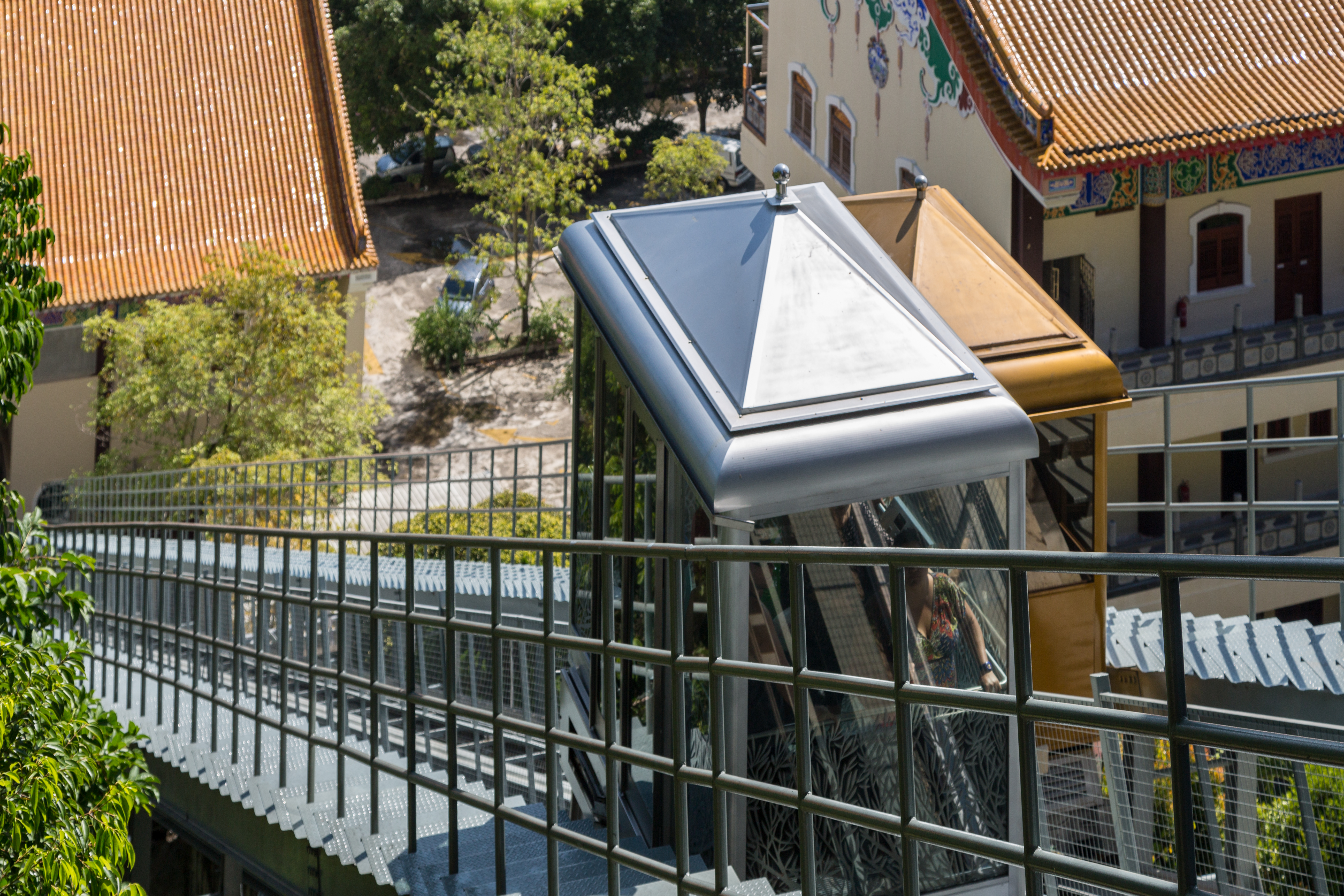
マレーシア、ケックロックシー寺院（極楽寺）の斜行エレベーター

斜行エレベーター（しゃこうエレベーター、英: incline elevator）は、非垂直な角度で動作するエレベーターの一種。

## 概要
標準的なエレベーターがかご（人や荷物を載せる部分）をロープで鉛直につり上げるのに対し、斜行エレベーターはかごを傾斜面の勾配に沿って斜めに引き上げる構造となっている。構造的にはケーブルカー（フニクラー）に類似しており、しばしば混同されるが、ケーブルカー（フニクラー）が運転士（操作士）により巻上装置を外部から操作し、運転時間が決まっているのに対し、斜行エレベーターは乗客の操作による自動運転を行うことで昼夜24時間の随時運転を行うことが可能となっている。このような形態から、日本の法規上では建築基準法の規制を受ける構造物となっている。
斜行エレベーターは、斜行プラットホームリフトまたは丘陵斜面トラムとしても知られており、住宅および商業目的のために利用することもできる。斜行エレベーターの目的は、急な丘陵斜面でのアクセスのし易さ、かつ利用者に最小限の労力で済む傾斜を提供することである。
機動性および身体障害の難問を持つ利用者は、彼らの機動スクーターまたは電動車椅子とともに、彼らの自宅の階段を登るために、斜行プラットホームリフトを大抵利用している。屋外の斜行エレベーターでは、階段が好ましい選択肢ではない、急な丘陵斜面の所有地へアクセスするために利用されている。斜行エレベーターは、工業または建設目的のために、高い場所へ到達するのが困難な器具および資材を移動させるのに利用することもできる。

## 建設
最も一般的な斜行エレベーターは、鋼またはアルミニウム材から造られており、電気モーターで駆動し、かつ押しボタンによる電子制御で作動する。
共通の駆動システムには、ケーブル巻取りドラムまたは連続ループ牽引駆動を含んでいる。
ASME A17.1「エレベーターおよびエスカレーターのための安全コード」では、Part 5.1の下で斜行エレベーターに対する固有の国家規格、規則および安全コードが含まれている。

## 著名な斜行エレベーター

### 日本国外
- アメリカ合衆国
  - 34丁目-ハドソン・ヤード駅[3][4] - ニューヨーク州ニューヨーク市
  - シティプレイス/アップタウン駅（英語版）（西および東エレベーター）[4][5] - テキサス州ダラス
  - ジョージ・ワシントン・メイソン・ナショナル・メモリアル（英語版） - バージニア州アレクサンドリア
  - ハンティントン駅（英語版）[4] - バージニア州ハンティントン
  - ルクソール・ホテル・ラスベガス[3] - ネバダ州
  - グランド・クーリー・ダム（旧）[6][7] - ワシントン州
  - サンディエゴ・コンベンション・センター（英語版） - カリフォルニア州
  - シャドウブルック・レストラン・キャピトラ - カリフォルニア州
  - インターナショナル・ピース・ガーデン（英語版）にあるピース・タワー - ノースダコタ州／カナダ・マニトバ州
- カナダ
  - オリンピック・スタジアム - ケベック州モントリオール
  - オールド・ケベック・フニクラー - ケベック州ケベック市
  - フォールズ・インクライン鉄道 - オンタリオ州ナイアガラフォールズ
- イギリス（イングランド）
  - グリーンフォード駅（英語版） - ロンドン[8]
  - ノース帝国戦争博物館（英語版） - マンチェスター
- フランス
  - エッフェル塔[4] - パリ
- スペイン
  - プライタス - フエルテベントゥラ島
- スウェーデン
  - ストックホルム・メトロ（駅のいくつか）
- 香港
  - 宝福山エレベーター - 沙田
  - ディスカバリー・ベイエレベーター - ランタオ島
- マレーシア
  - ケックロックシー寺院[4]
- オーストラリア
  - カタラクト峡谷（英語版） - タスマニア州ローンセストン
- 大韓民国
  - 南山オルミ - ソウル

### 日本

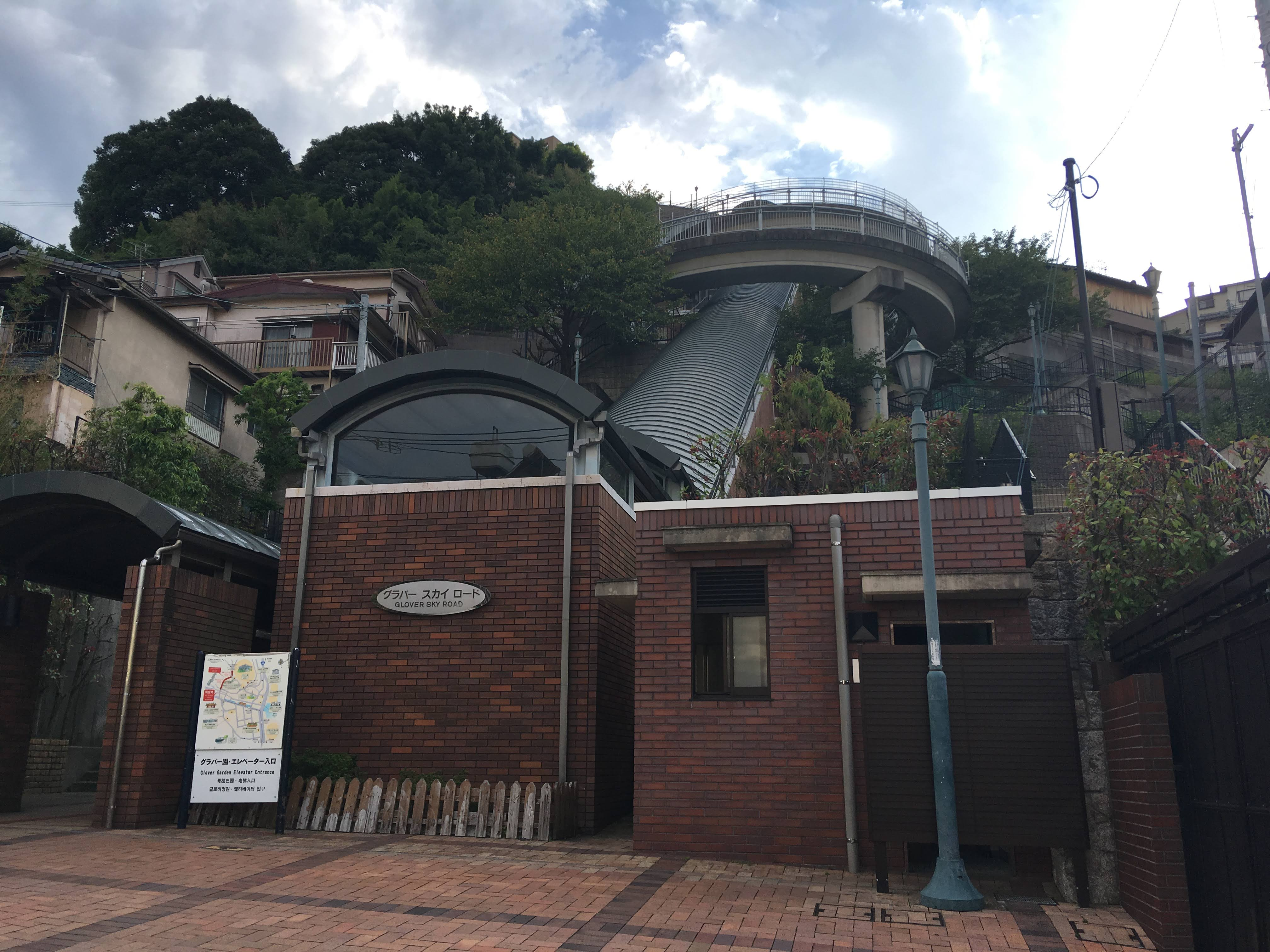
グラバースカイロード（長崎県長崎市）

#### 北海道
- 札幌市交通局藻岩山もーりすカー - 北海道札幌市南区

#### 関東
- シャトルエレベーター（お丸山公園） - 栃木県さくら市（2011年に東日本大震災で被災し運行休止[9]、2016年撤去）
- 万座プリンスホテル - 群馬県吾妻郡嬬恋村[10]
- 赤坂見附駅・永田町駅 乗換通路 - 東京都港区・千代田区[11][12]
- ルネ上星川 - 神奈川県横浜市（マンション住人専用）
- 鎌倉プリンスホテル - 神奈川県鎌倉市[13][14]

#### 中部
- クライミングカー - 新潟県新潟市西蒲区・西蒲原郡弥彦村（弥彦山山頂駐車場 - 弥彦山ロープウェイ山頂駅）[15][16]
- 国営越後丘陵公園 - 新潟県長岡市
- しきぶ温泉 湯楽里 - 福井県越前市
- 甲府駅南口エレベーター - 山梨県甲府市 (セレオ甲府内、2018年2月設置) [17]
- 久遠寺 - 山梨県南巨摩郡身延町（2009年設置）[18][19][注釈 1]
- コモア・ブリッジ（四方津駅 - コモアしおつ） - 山梨県上野原市[20]
- 下呂温泉 ホテルくさかべ アルメリア [21] - 岐阜県下呂市
- つま恋リゾート 彩の郷ホテルサウスウイング - 静岡県掛川市
- 熱海パサニアクラブ - 静岡県熱海市
- 東山動物園 - 愛知県名古屋市千種区
- 栄駅 - 愛知県名古屋市中区

#### 近畿
- 花山東団地《花山グリーンエレベーター、愛称スカイレーター》 - 兵庫県神戸市北区（1984年設置、日本初）[22]
- 西宮名塩ニュータウン（2基） - 兵庫県西宮市
- 山手幹線芦屋川隧道 - 兵庫県芦屋市
- ラ・ビスタ宝塚（3基） - 兵庫県宝塚市
- グンゼタウンセンター つかしん - 兵庫県尼崎市
- シーサイドホテル舞子ビラ神戸 - 兵庫県神戸市

#### 九州
- 唐津城 - 佐賀県唐津市
- 佐賀駅 - 佐賀県佐賀市
- 長崎市道相生町上田町2号線（グラバースカイロード） - 長崎県長崎市（2002年設置、日本初の公道エレベーター）
- 斜面移送システム - 長崎県長崎市
- 中津駅 - 大分県中津市
- 崇城大学池田キャンパス[23] - 熊本県熊本市西区